# Клінічний санаторій імені Пирогова
46°33′30″ пн. ш. 30°43′43″ сх. д. / 46.558333333333° пн. ш. 30.728611111111° сх. д.

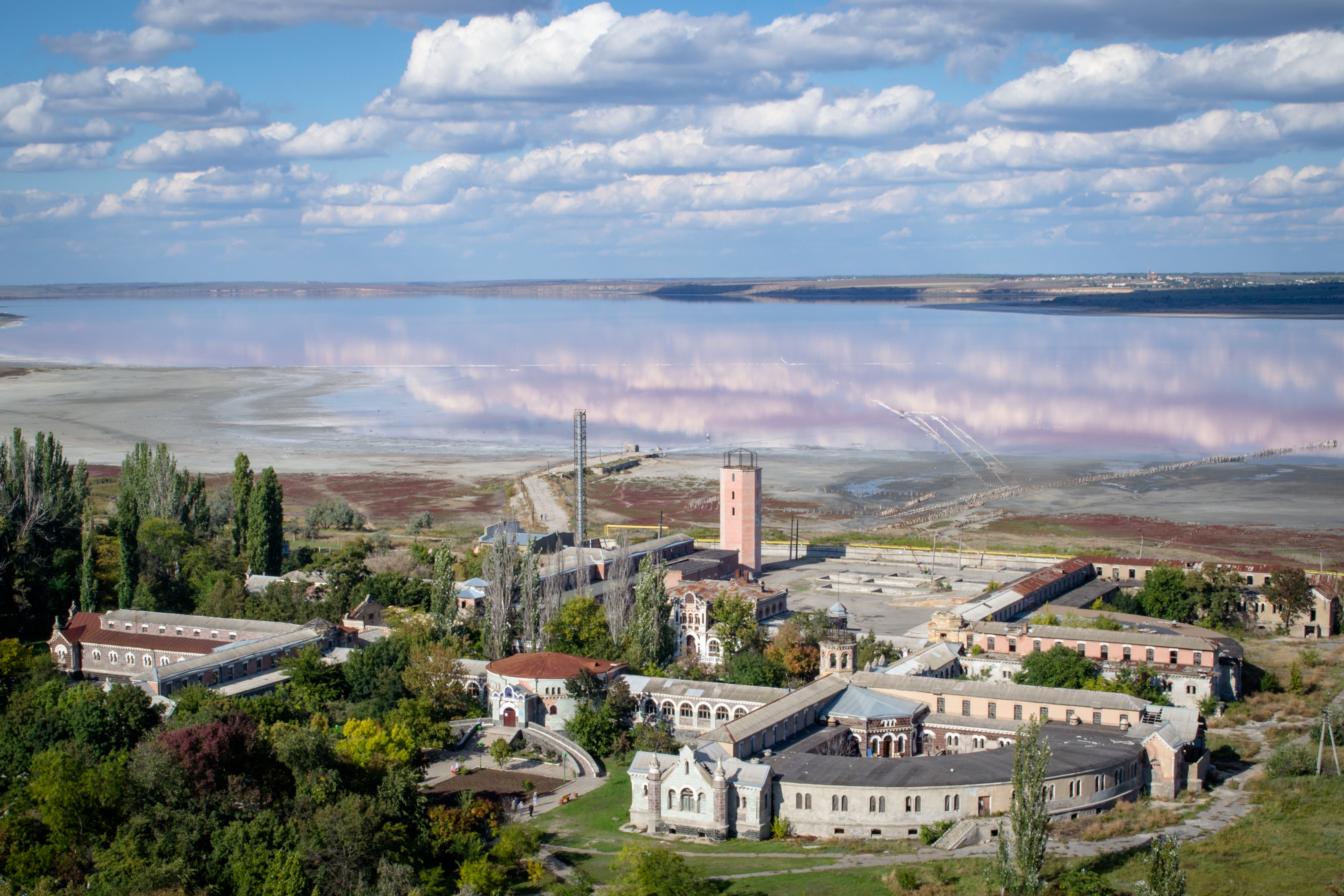
Краєвид на санаторій «Куяльник» і Куяльницький лиман

Клінічний санаторій імені Пирогова, також Санаторій Куяльник, Курорт Куяльник — відомий грязьовий курорт, заснований у 1833 році. У 1833—1834 роках було збудовано першу дерев'яну водогрязелікарню. Засновником курорту вважається лікар Ераст Андрієвський.
Курорт Куяльник знаходиться в Одеській області.

## Історія

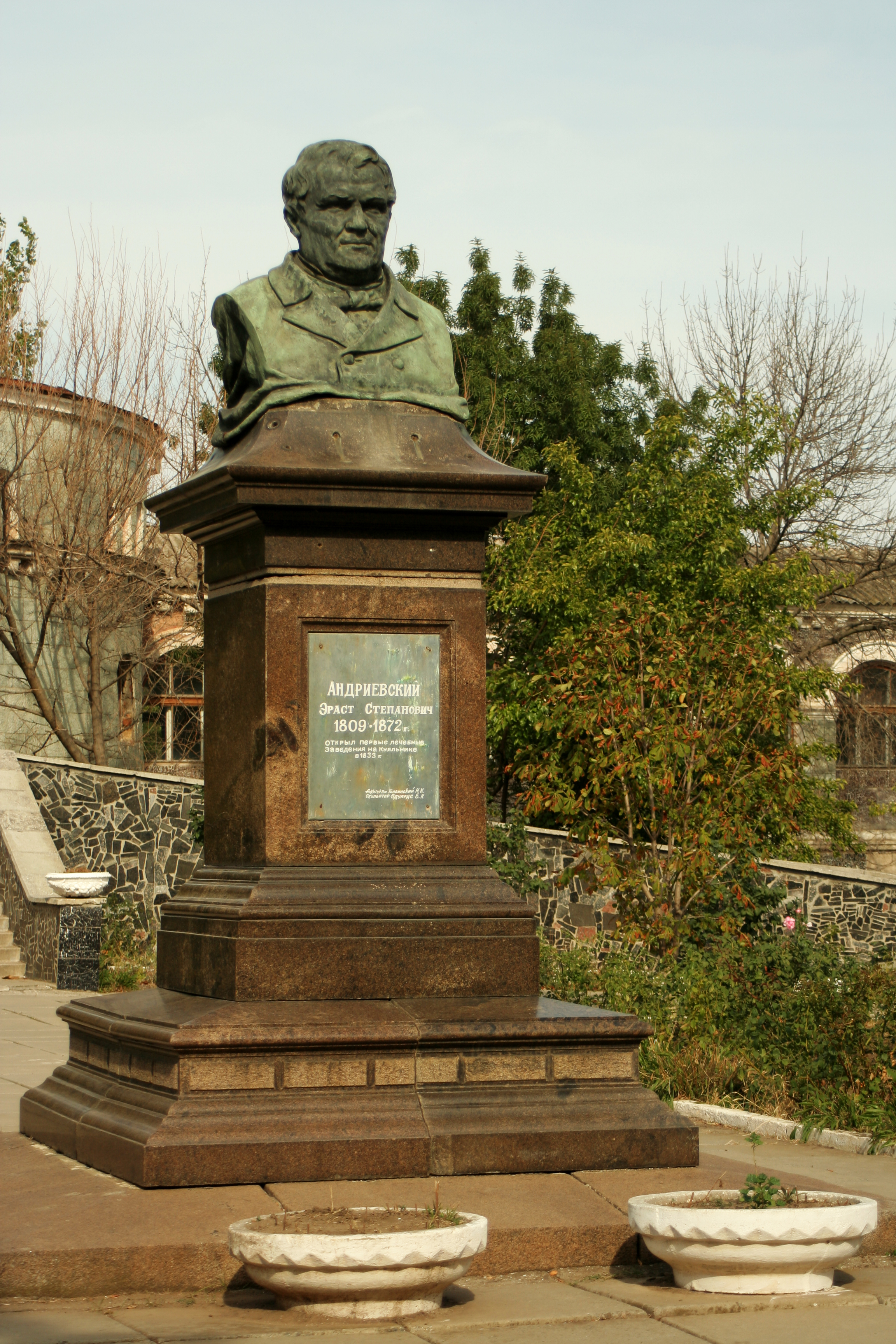
Пам'ятник лікарю Ерасту Андрієвському на території санаторія

Землі між Куяльницьким та Хаджибейським лиманами на початку XIX століття належали генерал-майору князю Жевахову. Лікар з Одеси Ераст Андрієвський, який був прихильником лікування з застосуванням грязей, умовив міську владу створити санаторій. На кошти міста було придбано частку земель князя Жевахова, де розпочали будівництво грязелікарень. З 1833 року будівельними роботами керував архітектор Кошелєв. Перші споруди курорту були дерев'яними.
Бурхливий розвиток курорту припав на 70—80-ті роки XIX століття. В той час було закладено багато приватних дач та пансіонатів. У 1873 році залізничний вокзал Одеси поєднали з курортом окремою залізницею.
У 1890 році коштом міста Одеси було розпочато будівництво міського лиманолікувального закладу. У 1892 році заклад розпочав свою роботу; в перший рік тут лікувалося 1000 хворих. У 1893 році будівництво закладу було завершено.
У 1898 році на курорті було встановлено пам'ятник Андрієвському (автори — архітектор Микола Толвінський, скульптор Борис Едуардс.

### Будівництво і існування до 1917 року

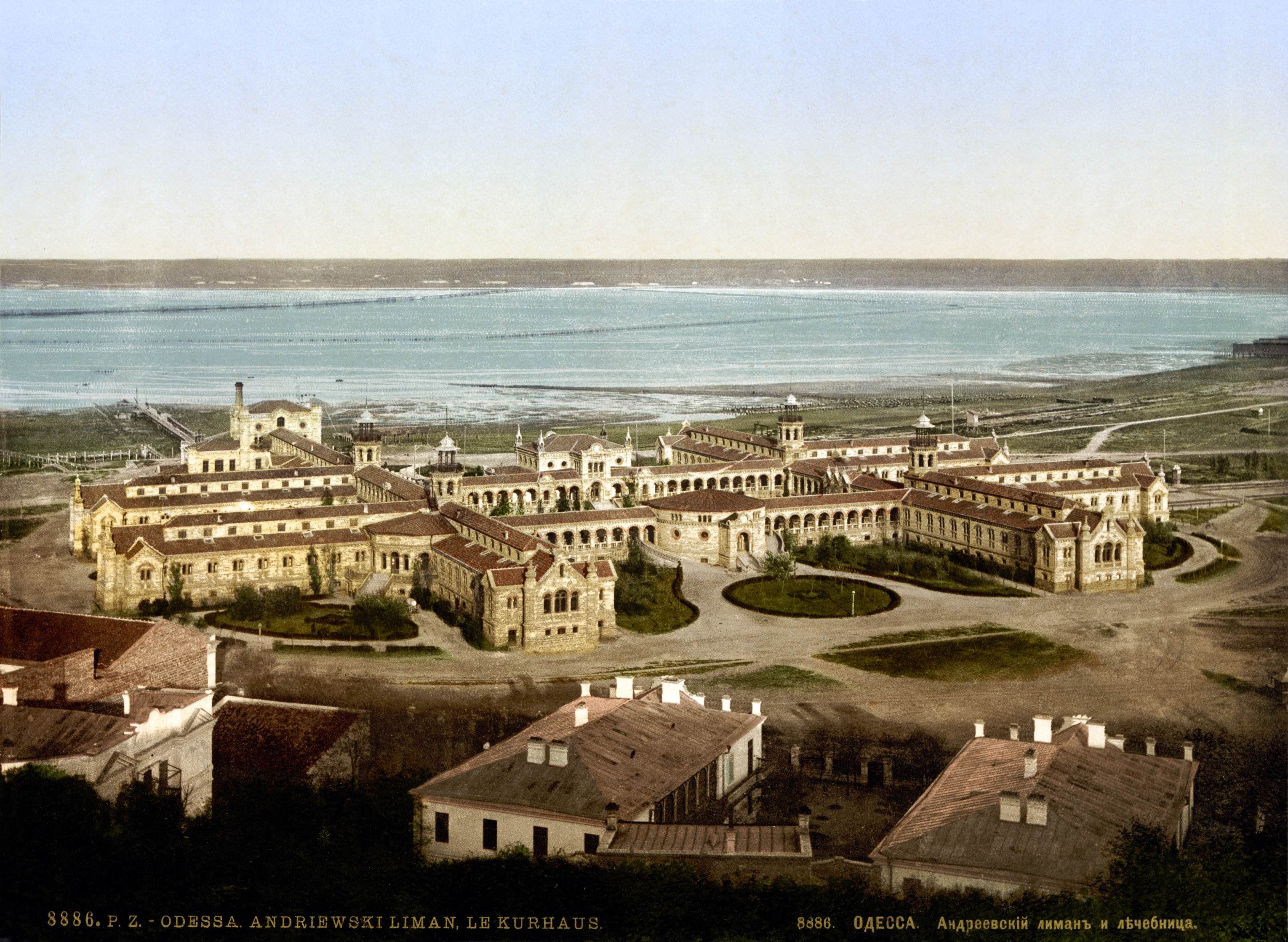
Курорт Куяльник (грязелікувальниця), вигляд з гори. Хромолітографія, 1895 рік.

Вдале архітектурне (архітектор Толвінський Микола Костянтинович) та технічне рішення зробили курорт однією з найкращих лікарень у Європі та Російській імперії. На межі XIX—XX століть всі санаторії та дачі курорту, які знаходилися вздовж Жевахової гори, могли одночасно розмістити близько 7000 осіб. Під час сезону відпочинку, до курорту щогодини прибувало два поїзди зі станцій Одеса-порт та із залізничного вокзалу. На курорті була влаштована кінна залізниця, парк, який займав майже 30 га (втрачений після підриву у 1941 році радянськими військами дамби на Хаджибейському лимані), великий курзал. У 1914 році була зведені підпірні стіни та облаштований новий в'їзд на курорт із Жевахової гори, куди були збудовані сходи на оглядовий майданчик.

### Радянський період історії
У 1920-х роках курорт відновив роботу. 
Станом на 1939 рік — Одеський санаторій ім. Карла Маркса.
У 70—80-х роках XX століття тривала інтенсивна забудова курорту — було зведено три санаторії на 3 тисячі місць, великий палац культури та курортну поліклініку.

### Після проголошення незалежності України

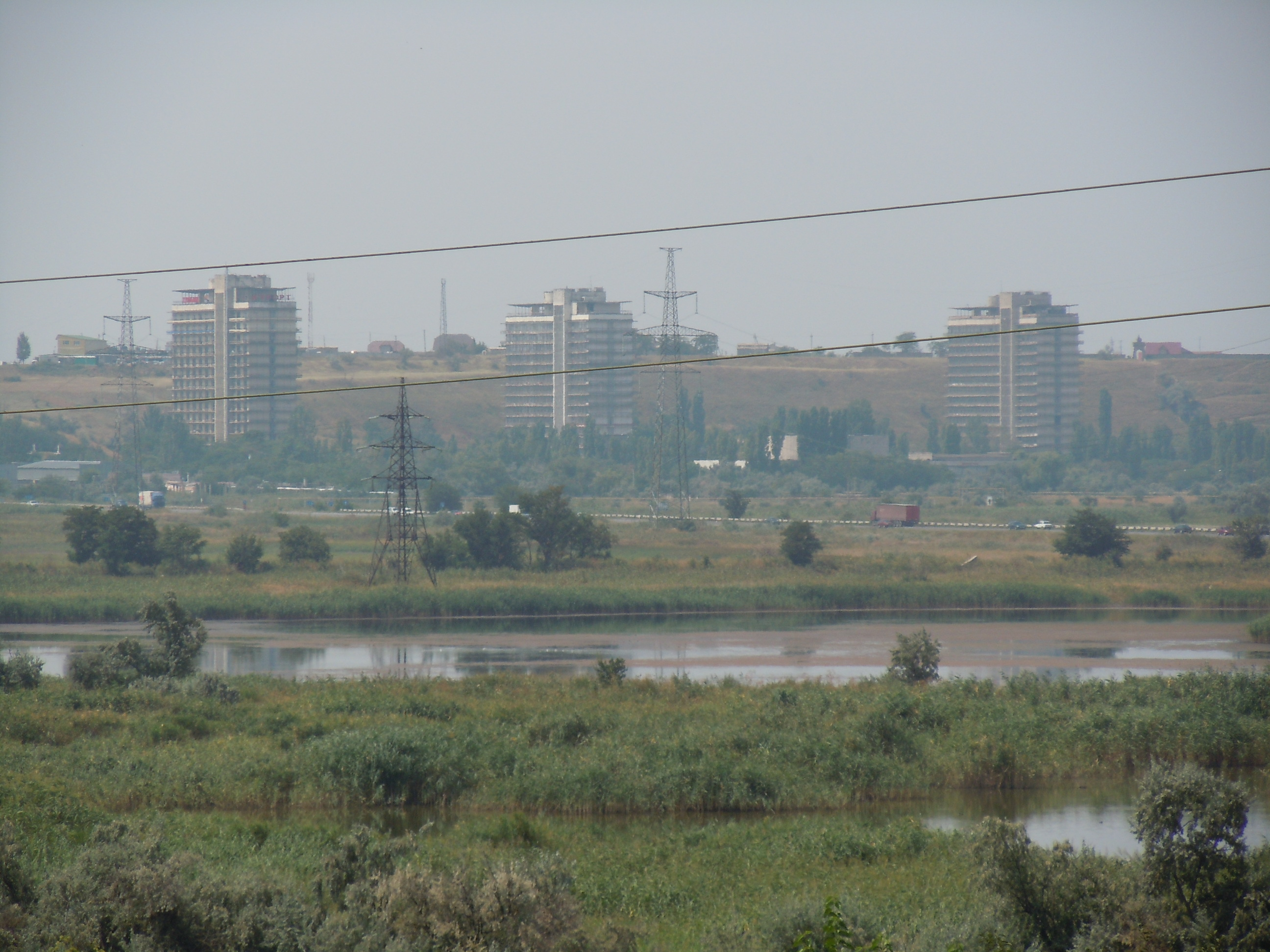
Вигляд на санаторій з селища Шевченко, Одеса

Нині на курорті функціонує Клінічний санаторій імені Пирогова, який належить до профспілкових закладів (ПрАТ «Укрпрофоздоровниця»). На курорті лікують захворювання хребта та суглобів, нервової системи та статевих органів. Лиманотерапія застосовується також у лікуванні захворювань шкіри, зокрема, псоріазу. Для лікування використовуються мулово-сульфідні грязі, ропа Куяльницького лиману та два типи мінеральної води: з джерела палеогенового горизонту для зовнішнього застосування та мінеральна вода Сарматського горизонту Куяльницького родовища для внутрішнього вжитку.
Частина стародавніх кам'яних споруд нині перебуває в занедбаному стані.

2018 року оголошене курортом державного значення.